# Porsche Supercup

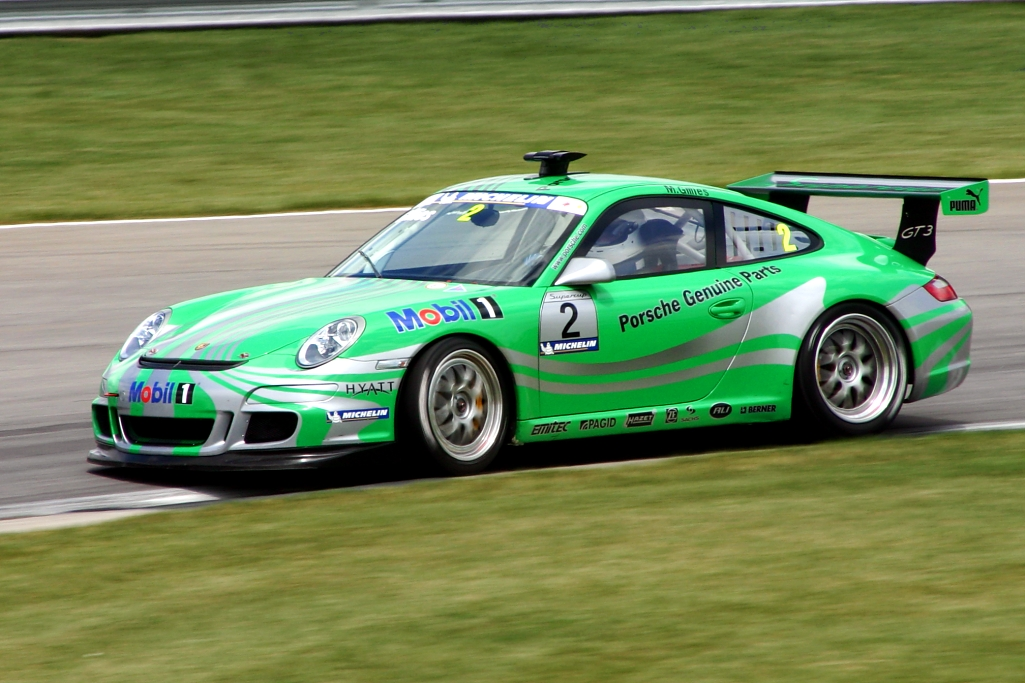
Samochód Porsche 911 GT3 Cup (2005 r.)

Porsche Supercup (oficjalnie Porsche Mobil 1 Supercup) – międzynarodowy, monomarkowy cykl pucharowy wyścigów samochodowych. Wyścigi te od 1993 r. towarzyszą Grand Prix Formuły 1, a więc są one rozgrywane na tych samych torach i w ramach tej samej imprezy sportowej. Liczba wyścigów w sezonie waha się od dziewięciu do dwunastu startów.
Od 2005 r. uczestnicy tego cyklu pucharowego ścigają się samochodami Porsche 911 GT3 Cup (typ 997). Wszystkie samochody mają takie same parametry techniczne. W wyścigu startuje średnio 24 zawodników. Punkty otrzymuje pierwszych piętnastu kierowców na mecie według schematu: 20-18-16-14-12-10-9-8-7-6-5-4-3-2-1. Od 2013 roku w wyścigach startuje nowy model Porsche 911 GT3 Cup (typ 991).

## Parametry techniczne samochodów

### Porsche 911 GT3Cup (typ 997) (2005-2012)
- Silnik: 6-cylindrowy, wolnossący w układzie bokser
- Pojemność skokowa silnika: 3797 cm³
- Moc maksymalna: 331 kW (450 KM) przy 7500 obr./min
- Maksymalna liczba obrotów: 8500 obr./min
- Skrzynia biegów: 6-biegowa, sekwencyjna
- Masa: 1200 kg
- Paliwo: superplus, bezołowiowe, 98 ROZ
- Dodatkowe wyposażenie: wspawana klatka bezpieczeństwa (zgodnie z wytycznymi DMSB), 6-punktowy pas bezpieczeństwa (dopasowany do użycia z HANS), elektroniczny system zarządzania pracą silnika (Bosch MS 3.1), 90-litrowy pojemnik na paliwo, 2 osobne obwody hamulcowe

### Porsche 911 GT3Cup (typ 991) (od 2013)
- Silnik: 6-cylindrowy, wolnossący w układzie bokser
- Pojemność skokowa silnika: 3800 cm³
- Moc maksymalna: 338 kW (460 KM) przy 7500 obr./min
- Maksymalna liczba obrotów: 8500 obr./min
- Skrzynia biegów: 6-biegowa, sekwencyjna
- Masa: 1175 kg
- Hamulce przód/tył: 380mm/380mm
- Długość: 4547 mm
- Wysokość: 1280 mm
- Opony (szerokość) przód/tył: 270mm/310mm
- Paliwo: superplus, bezołowiowe, 98 ROZ
- Dodatkowe wyposażenie: wspawana klatka bezpieczeństwa (zgodnie z wytycznymi DMSB), 6-punktowy pas bezpieczeństwa (dopasowany do użycia z HANS), elektroniczny system zarządzania pracą silnika (Bosch MS 4.6), zbiornik paliwa FT3, 2 niezależne obwody hamulcowe, właz umieszczony w dachu pojazdu, ulepszone fotele, pokładowy system gaśniczy

Źródło: 

## Mistrzowie
| Sezon | Kierowca            | Zespół                     | Samochód                        |
| ----- | ------------------- | -------------------------- | ------------------------------- |
| 1993  | Altfrid Heger       | Porsche Zentrum Koblenz    |                                 |
| 1994  | Uwe Alzen           | Porsche Zentrum Koblenz    |                                 |
| 1995  | Jean-Pierre Malcher | JMB Competition            |                                 |
| 1996  | Emmanuel Collard    | JMB Competition            |                                 |
| 1997  | Patrick Huisman     | Olaf Manthey Racing        |                                 |
| 1998  | Patrick Huisman     | Olaf Manthey Racing        |                                 |
| 1999  | Patrick Huisman     | Olaf Manthey Racing        |                                 |
| 2000  | Patrick Huisman     | Olaf Manthey Racing        |                                 |
| 2001  | Jörg Bergmeister    | Farnbacher Racing          |                                 |
| 2002  | Stéphane Ortelli    | Kadach Tuning              |                                 |
| 2003  | Frank Stippler      | Farnbacher Racing          |                                 |
| 2004  | Wolf Henzler        | Farnbacher Racing          |                                 |
| 2005  | Alessandro Zampedri | Walter Lechner Racing      |                                 |
| 2006  | Richard Westbrook   | Tolimit Motorsport         | Porsche 911 GT3 Cup Type 997    |
| 2007  | Richard Westbrook   | Walter Lechner Racing      | Porsche 911 GT3 Cup Type 997    |
| 2008  | Jeroen Bleekemolen  | Jetstream Motorsport       | Porsche 911 GT3 Cup Type 997    |
| 2009  | Jeroen Bleekemolen  | Konrad Motorsport          | Porsche 911 GT3 Cup Type 997    |
| 2010  | René Rast           | Al Faisal Lechner Racing   | Porsche 911 GT3 Cup Type 997    |
| 2011  | René Rast           | Al Faisal Lechner Racing   | Porsche 911 GT3 Cup Type 997    |
| 2012  | René Rast           | Lechner Racing Team        | Porsche 911 GT3 Cup Type 997    |
| 2013  | Nicki Thiim         | Attempto Racing            | Porsche 911 GT3 Cup Type 991    |
| 2014  | Earl Bamber         | Verva Lechner Racing Team  | Porsche 911 GT3 Cup Type 991    |
| 2015  | Philipp Eng         | Lechner Racing Middle East | Porsche 911 GT3 Cup Type 991    |
| 2016  | Sven Müller         | Lechner MSG Racing Team    | Porsche 911 GT3 Cup Type 991    |
| 2017  | Michael Ammermüller | Lechner MSG Racing Team    | Porsche 911 GT3 Cup Type 991 II |
| 2018  | Michael Ammermuller | BWT Lechner Racing         | Porsche 911 GT3 Cup Type 991 II |
| 2019  | Michael Ammermuller | BWT Lechner Racing         | Porsche 911 GT3 Cup Type 991 II |

Źródło: Oficjalna strona Porsche